# Tolypeutes
Tolypeutes es un género de mamíferos cingulados de la familia Chlamyphoridae que incluye a dos especies de armadillos o tatúes sudamericanos propios de Brasil, Bolivia, Argentina y Paraguay.

## Especies
El género tiene dos especies reconocidas:
- Tolypeutes matacus[2]
- Tolypeutes tricinctus[3]